# Достик (Жанажольський сільський округ)
Дости́к (каз. Достық) — село у складі Мактааральського району Туркестанської області Казахстану. Входить до складу Жанажольського сільського округу.
Населення — 172 особи (2021; 83 у 2009, 57 у 1999, 69 у 1989).